# Neckera densa
Neckera densa là một loài rêu trong họ Neckeraceae. Loài này được (Sw. ex Hedw.) Wilson mô tả khoa học đầu tiên năm 1847.